# Domenico Alberti
Domenico Alberti (ur. ok. 1710 w Wenecji, zm. 14 października 1740 w Rzymie) – włoski kompozytor stylu galant, klawesynista i śpiewak.
Spopularyzował figurę akompaniamentu polegającą na szczególnym rozłożeniu akordu (nazwaną od jego nazwiska basem Albertiego), którą notorycznie stosował w swoich utworach klawesynowych, nie ma jednak pewności, czy to właśnie on był jej wynalazcą. Ten rodzaj akompaniamentu stał się charakterystyczny dla faktury klawesynowej stylu galant, a następnie dla faktury fortepianowego klasycyzmu. Stosowali go jeszcze m.in. Haydn, Beethoven i Mozart.
Uczył się śpiewu i kontrapunktu u Antonia Biffiego i Antonia Lottiego (a kompozycji także u tego drugiego). Służył u ambasadora Wenecji, Pietra Andrei Capelli, podczas jego pobytu w Hiszpanii ok. 1736, a następnie u markiza Giovanniego Carla Molinariego w Rzymie (na ten okres datuje się jego sonaty klawesynowe). Za życia ceniony był jako śpiewak (jego głosem miał się zachwycić słynny Farinelli) i klawesynista (zdarzało mu się akompaniować samemu sobie). Został pochowany w bazylice św. Marka w Rzymie.

## Twórczość
Z jego twórczości kompozytorskiej zachowało się:
- ok. 40 sonat klawesynowych (niektóre źródła podają liczbę 36[4]), z których część została wydana w zbiorach:
  - VIII sonate per cembalo, op. 1 (Londyn, 1748),
  - XX sonate per cembalo di vari autori z opp. 1 i 2 (Paryż, ok. 1758, 1760; wydanie zbiorowe);
- dwie serenaty: Endimione (Wenecja, 1737), La Galatea (Wenecja, 1737) do librett Metastasia,
- Salve regina,
- liczne arie (częściowo są to opracowania tekstów z Temistocle i L'Olimpiade Metastasia).

Sonaty Albertiego zachowane zostały jako pojedyncze części, dlatego trudne jest precyzyjne określenie ich faktycznej liczby. Mają one budowę dwuczęściową, popularną wśród włoskich kompozytorów muzyki klawesynowej tamtych czasów, z pierwszą częścią w formie quasi-sonatowej i drugą, taneczną, które różniły się między sobą raczej charakterem niż tempem. Pierwsze osiem sonat Albertiego zebranych w op. 1 zostało wydanych po raz pierwszy pod nazwiskiem jego ucznia, śpiewaka i klawesynisty Giuseppe Jozziego (Amsterdam 1747), który dopuścił się plagiatu dzieła swojego nauczyciela; utwory te wydane zostały rok później z właściwą atrybucją (Londyn 1748).